# ماساشيكا إشيمورا
ماساشيكا إشيمورا (باليابانية: 市村 正親) هو ممثل ياباني، ولد في 28 يناير 1949 في اليابان.

## أعمال

### أفلام
- (2005)  ظهور الأطفال

## وصلات خارجية
- ماساشيكا إشيمورا على موقع IMDb (الإنجليزية)
- ماساشيكا إشيمورا على موقع ميوزك برينز (الإنجليزية)
- ماساشيكا إشيمورا على موقع قاعدة بيانات الفيلم (الإنجليزية)
- ماساشيكا إشيمورا على موقع ANN person (الإنجليزية)